# FIFA: Road to World Cup 98
FIFA: Road to World Cup 98 (in Deutschland FIFA 98: Die WM-Qualifikation), meist FIFA 98 genannt, ist ein von EA Sports entwickeltes Computerspiel aus der FIFA-Serie. Es erschien 1997 für den PC, Sega Mega Drive, Sega Saturn, SNES, Nintendo 64, PlayStation und den Game Boy.

## Spielablauf
Der Spieler steuert in Freundschaftsspielen oder einer selbstdefinierten Liga die Spieler einer Fußballmannschaft in einer von mehreren internationalen Ligen oder bei der Fußball-Weltmeisterschaft 1998. Er hat dabei die Wahl zwischen den Vereinsmannschaften verschiedener nationaler Ligen und allen Nationalmannschaften, die an der Qualifikation zur Fußball-Weltmeisterschaft 1998 teilnahmen. Mit letzteren kann er die Weltmeisterschaft nachspielen. Als Spielstätte stehen 16 Stadien aus 16 Ländern zur Auswahl.
FIFA 98 war das vorerst letzte Spiel aus dieser Reihe, in dem der Spieler Hallenfußballspiele austragen konnte. Erst 2019 kam der Modus in FIFA 20 wieder zurück.
Die Kommentatoren der Fußballspiele in der deutschen Version sind Martin Siebel, Wolf-Dieter Poschmann und Werner Hansch.

## Online
Die wichtigste Neuerung von FIFA 98 war der erstmalige Online-Modus. Über Modem war es nun möglich, online gegen andere Spieler anzutreten.

## Soundtrack
Der Titelsong des Spiels ist das 1997 erschienene Lied Song 2 von der britischen Band Blur. Die Menümusik mit dem Titel Keep Hope Alive sowie Busy Child stammt von dem DJ-Duo The Crystal Method.